# Тип 75
Тип 75 (ВБР) (75式130mm自走多連装ロケット弾発射機 nana-go-shiki-130mm-jisou-ta-rensou-Rocket-dan-hassya-ki?) је вишецевни бацач ракета који је израдило одељење јапанске фирме Нисан Мотор задужено за аеро космику, који користи ракете калибра 130 mm. Користио је суспензију, камионских и дизел мотора оклопног транспортера Тип 73. Компанија Комацу била је задужена за израду шасије заједно са ИХИ Аероспејс, као и нисаново одељење за аеро космос, било је задужено за развој лансера и његових ракета. Око 15 комада Тип 75 израђено је за мерење временских прилика, израђено је на истој шасији ради давања метеоролошких података потребних за гађање ракетама.
Јапан је 2001. Године поднео извештај Канцеларији Уједињених нација за разоружање да поседује 61 бацач Тип 75 као и 13 метеоролошких возила. И да ће започети њихову постепену замену системима М270 калибра 227 mm по америчкој лиценци. Према неким подацима до 2008. године у служби је остало око 20 примерака.
Ракете су опремљене стабилизатира у виду пераја. Могу се испаљивати појединачно или у плотуном у трајању од 12 секунди.